# Иваненко, Николай Васильевич
Николай Васильевич Иваненко — советский хозяйственный, государственный и политический деятель.

## Биография
Родился в 1900 году в Санкт-Петербурге. Член ВКП(б) с 1919 года.
С 1917 года — на хозяйственной, общественной и политической работе. В 1917—1960 гг. — красногвардеец, участник Гражданской войны, на партийной работе в Северо-Кавказском крае, начальник Политического отдела машинно-тракторной станции, 1-й секретарь Маслянского районного комитета ВКП(б), заместитель редактора газеты «Омская правда», корреспондент газеты «Правда», участник Великой Отечественной войны, секретарь Ханты-Мансийского окружного комитета ВКП(б) по пропаганде и агитации, 2-й, 1-й секретарь Ханты-Мансийского окружного комитета ВКП(б), в Тюменском областном комитете ВКП(б), председатель Тюменского областного комитета по телевидению и радиовещанию.
Умер в 1997 году в Краснодарском крае.